# Владимир Вороњин
Владимир Николајевичи Вороњин (молд. Vladimir Nicolaevici Voronin, рус. Влади́мир Никола́евич Воро́нин; Коржова, 25. мај 1941) је молдавски политичар.
Био је трећи по реду председник Молдавије. На дужност је ступио 7. априла 2001, наследивши Петруа Кирила Лучинског, а поднео је оставку са тог места 11. септембра 2009. Вороњин је председник Партије комуниста Молдавије. До августа 2009. обављао је и функцију председника парламента, када га је на том месту заменио Михај Гимпу.
Ожењен је Таисијом Михајловном и има двоје деце (Олега и Валентину).